# Ерин (переписна місцевість, Нью-Йорк)
Ерин (англ. Erin) — переписна місцевість (CDP) в США, в окрузі Чеманг штату Нью-Йорк. Населення — 367 осіб (2020).

## Географія
Ерин розташований за координатами 42°11′3″ пн. ш. 76°40′18″ зх. д. / 42.18417° пн. ш. 76.67167° зх. д. (42.184078, -76.671706).  За даними Бюро перепису населення США в 2010 році переписна місцевість мала площу 1,96 км², з яких 1,94 км² — суходіл та 0,02 км² — водойми.

## Демографія
Згідно з переписом 2010 року, у переписній місцевості мешкали 483 особи в 189 домогосподарствах у складі 130 родин. Густота населення становила 246 осіб/км².  Було 199 помешкань (102/км²).
Расовий склад населення:
| - 97,3 % — білих - 0,2 % — корінних американців - 0,2 % — чорних або афроамериканців - 0,2 % — азіатів |

До двох чи більше рас належало 1,7 %. Частка іспаномовних становила 0,4 % від усіх жителів.
За віковим діапазоном населення розподілялося таким чином: 26,3 % — особи молодші 18 років, 62,3 % — особи у віці 18—64 років, 11,4 % — особи у віці 65 років та старші. Медіана віку мешканця становила 39,5 року. На 100 осіб жіночої статі у переписній місцевості припадало 104,7 чоловіків;  на 100 жінок у віці від 18 років та старших — 103,4 чоловіків також старших 18 років.
Середній дохід на одне домашнє господарство  становив 38 527 доларів США (медіана — 32 292), а середній дохід на одну сім'ю — 46 348 доларів (медіана — 41 607). За межею бідності перебувало 12,3 % осіб, у тому числі 7,7 % дітей у віці до 18 років та 17,4 % осіб у віці 65 років та старших.
Цивільне працевлаштоване населення становило 169 осіб. Основні галузі зайнятості: освіта, охорона здоров'я та соціальна допомога — 20,1 %, роздрібна торгівля — 14,8 %, будівництво — 12,4 %, транспорт — 11,2 %.